# Haworthia mucronata
Haworthia mucronata är en grästrädsväxtart som beskrevs av Adrian Hardy Haworth. Haworthia mucronata ingår i släktet Haworthia och familjen grästrädsväxter.

## Underarter
Arten delas in i följande underarter:
- H. m. bijliana
- H. m. calitzdorpensis
- H. m. habdomadis
- H. m. morrisiae
- H. m. mucronata
- H. m. rooibergensis
- H. m. rycroftiana